# Ramón Castro Castro
Ramón Castro Castro (Teocuitatlán de Corona, 27 de janeiro de 1956)é um bispo mexicano da Igreja Católica. Atualmente, é o décimo segundo bispo da Diocese de Cuernavaca e presidente da Conferência do Episcopado Mexicano para o triênio 2024-2027.

## Biografia
Ramón Castro Castro foi ordenado sacerdote em 13 de maio de 1982.
Em 2 de abril de 2004, o Papa João Paulo II o nomeou Bispo Titular de Suelli e Bispo Auxiliar em Yucatán. O arcebispo de Yucatán, Emilio Carlos Berlie Belaunzarán, consagrou-o bispo em 3 de junho do mesmo ano; Os co-consagradores foram Giuseppe Bertello, Núncio Apostólico no México, e Rafael Romo Muñoz, Bispo de Tijuana.
Papa Bento XVI nomeou-o Bispo de Campeche em 8 de abril de 2006. Em 15 de maio de 2013, o Papa Francisco nomeou Castro Bispo de Cuernavaca. A inauguração ocorreu em 10 de julho do mesmo ano.